# Сичеро, Федерико
Федерико Сичеро (исп. Federico Cichero; род. 9 октября 1983 года) — аргентинский лыжник, участник Олимпийских игр в Сочи.

## Карьера
В Кубке мира Сичеро дебютировал 17 февраля 2013 года, всего провёл две гонки в рамках Кубка мира, но не поднимался в них выше 79-го места и кубковых очков не завоёвывал.
На Олимпийских играх 2014 года в Сочи был 83-м в гонке на 15 км классическим стилем.
За свою карьеру принимал участие в двух чемпионатах мира, лучший результат — 93-е место в гонке на 15 км классическим стилем на чемпионате мира 2011 года.